# Give It Away (песня Джорджа Стрейта)
«Give It Away» — песня американского кантри-певца Джорджа Стрейта, вышедшая в качестве 1-го сингла с его 24-го студийного альбома It Just Comes Natural (2006). Автором песни выступили Билл Андерсон, Бадди Кэннон и Джэми Джонсон.
Песня заняла первое место в кантри-чарте Billboard Hot Country Songs (в рекордный 41-й раз в карьере певца) и получила награду Ассоциации кантри-музыки CMA Awards в престижной категории «Лучшая песня года» (Song of the Year).

## История
Сингл вышел 8 июля 2006 года на студии Mercury Nashville и получил положительные отзывы музыкальной критики и интернет изданий, достиг золотого статуса RIAA. Песня стала 41-м чарттоппером Джорджа Стрейта в хит-параде кантри-музыки Billboard Hot Country Songs. Прошлое достижение было 40 хитов на № 1 и он делил его с долголетним лидером и обладателем этого абсолютного рекорда музыкантом  Конвеем Твитти.

## Награды и номинации
Источник:
| Награда    | Категория                       | Результат |
| ---------- | ------------------------------- | --------- |
| CMA Awards | Песня года (Song of the Year)   | Победа    |
| CMA Awards | Сингл года (Single of the Year) | Победа    |

## Чарты

### Еженедельные чарты
| Чарт (2006)                       | Высшая позиция |
| --------------------------------- | -------------- |
| США (Billboard Hot Country Songs) | 1              |
| США (Billboard Hot 100)           | 35             |
| US Billboard Pop 100              | 47             |

### Итоговые годовые чарты
| Чарт (2006)                  | Позиция |
| ---------------------------- | ------- |
| US Country Songs (Billboard) | 14      |